# Aricanus filigranus
Aricanus filigranus är en insektsart som beskrevs av Rauno E. Linnavuori 1959. Aricanus filigranus ingår i släktet Aricanus och familjen dvärgstritar. Inga underarter finns listade i Catalogue of Life.